# Saint Kinède
Saint Kinède (en latin, Kenetus ou Kenedus, en gallois moderne, Cennydd) est un ecclésiastique semi-légendaire breton du VIe siècle, né selon les uns en Bretagne armoricaine, selon les autres en Bretagne insulaire. Particulièrement vénéré au pays de Galles, surtout dans la péninsule de Gower, il aurait fondé l'église de Llangennith (en). En Bretagne, il est associé, sous diverses variantes de son nom (saint Kihoet, saint Kidig, saint Quidic, saint Quidy, saint Guidic, etc.), à plusieurs édifices religieux et localités, comme la commune de Languidic.

## Hagiographie
Faute de sources écrites, la vie de saint Kinède est peu connue. En outre, les documents, dispersés entre la France et le Royaume-Uni, avancent des informations parfois contradictoires. 

### Les traditions armoricaine et galloise
Selon la tradition française, saint Kinède naît en Armorique ou au pays de Galles, dans une famille royale,. Il serait le fils d'Anauret (ou Anaumede), sœur de saint Théleau, et de Dinot. Ce dernier, fils de Budic, roi ou prince d'Armorique,, aurait pour frère Hoël Ier, un roi légendaire de Bretagne armoricaine. Lors de la conquête de la région par Clovis Ier, sa famille regagne la Bretagne insulaire pour se mettre sous la protection du roi Arthur,, avec qui elle pourrait être apparentée. Il passe une vingtaine d'années sur l'île de Wery (à rapprocher de l'île Henisweryn de la Vita) non loin des côtes, avant de rejoindre le Glamorgan,. Un seigneur local lui lègue alors une propriété sur laquelle il fonde un monastère,. Il meurt le 1er août 529, sans doute dans le Glamorgan, au pays de Galles,.
La tradition galloise retient plutôt qu'il serait le fils de saint Gildas,. Il fréquente le monastère de Llanilltud, fondé par saint Ildut, puis celui de Llancarfan, fondé par saint Cadou, avant de fonder une église à Llangennith et à Caerphilly,. Elles sont détruites en 986, lors des invasions vikings. Le château de Caerphilly serait construit sur l'emplacement de l'ancienne église. Marié et père de plusieurs enfants, dont saint Fflily et Uflewy (ou Uwelfyn), il émigre tardivement avec sa famille en Bretagne armoricaine, peut-être en même temps que saint Gildas,. C'est à cette période que son culte s'installe en Bretagne.

### LaVie de Saint Kinède
Une autre histoire, plus fabuleuse, est rapportée dans la Vie de Saint Kinède (BHL 4664). Cette légende, écrite après 1150, nous est parvenue incomplète. Vers 1320 déjà, Jean de Tynemouth ne peut en lire qu'une partie en raison de l'état déplorable du document.

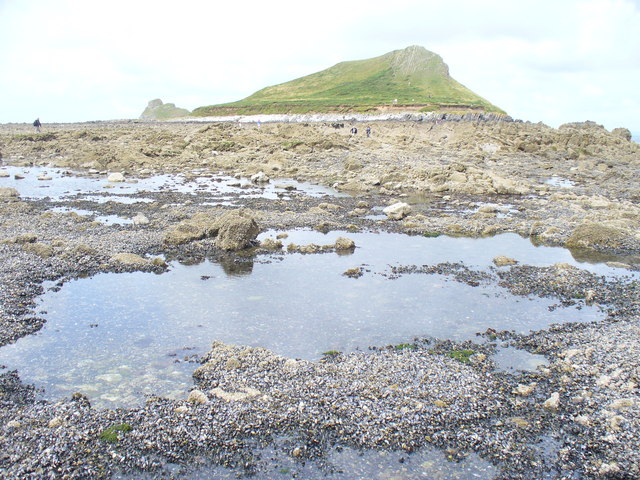
L'île Worm's Head, à marée basse.

Cette source place la naissance de saint Kinède au pays de Galles. La femme de Dihoc, prince de Petite Bretagne, accouche vraisemblablement à Loughor, où s'était installée la cour du roi Arthur pour célébrer les fêtes de Noël. L'enfant, né d'une relation incestueuse, est boiteux : un de ses mollets est attaché à sa cuisse. Avant de jeter le nourrisson dans la rivière, un prêtre le baptise et lui donne le nom de Kinède. Déposé dans un berceau en osier, l'enfant est emporté par le courant jusqu'à l'île Henisweryn. Une nuée de mouettes le prend sous sa protection : après l'avoir emmené au sommet de l'île, les oiseaux lui fabriquent un lit avec leurs plumes et le protègent du vent, de la pluie et de la neige avec leurs ailes. Neuf jours plus tard, un ange apporte une cloche d'airain que Kinède utilise comme tétine. À mesure qu'il grandit, ses vêtements s'agrandissent en même temps, « comme l'écorce d'un arbre ». Découvrant un jour l'enfant, un paysan l'emmène et le couche chez lui. Cela provoque une grande agitation chez les mouettes. Tandis qu'une partie enlève le couvre-lit, l'autre pousse le bétail de l'îlien vers la mer. Inquiet, le paysan ramène l'enfant là où il l'avait trouvé. Dès lors, une biche vient quotidiennement remplir de lait la cloche de Kinède. 
Un ange élève le garçon dans la foi chrétienne. Au bout de 18 ans, il lui annonce qu'il doit quitter l'île. Kinède se met en route. En raison de son infirmité, il s'arrête de nombreuses fois et fait jaillir 24 sources pour soulager sa soif. Il arrive enfin à l'endroit indiqué par l'ange, vraisemblablement Llangennith (en), et construit une hutte. Un homme le rejoint ensuite et devient son servant. Un jour, un groupe de voleurs trouve refuge chez Kinède. Le servant vole alors l'une de leurs lances, mais cela le rend fou et il s'enfuit. il revient sept ans plus tard et, repenti, se remet au service de son ancien maître.
À cette époque, Morgan, prince du Glamorgan, ravage et pille la région. Le servant, muni de la cloche sacrée, est envoyé par son maître pour demander le partage du butin, mais Morgan refuse. Aussitôt les pilleurs commencent à se quereller à propos du partage. La situation s'envenime rapidement et plusieurs sont tués dans une bagarre. Comprenant que l'offense faite au saint homme est la raison de ce désastre, le prince offre à Kinède une compensation. Ce dernier choisit une portion de terre qui s'étend jusqu'à une rivière.
Au même moment, saint David, saint Théleau et saint Patern parcourent le pays de Galles pour rassembler les ecclésiastiques en vue du synode de Llanddewy Brefi. Alors qu'ils font halte chez Kinède, saint David lui demande d'assister à l'assemblée. Saint Kinède lui répond qu'il peut y aller en raison de son handicap. Saint David se met alors à prier et l'homme boiteux retrouve l'usage de ses deux jambes. Mécontent, l'intéressé prie lui aussi et sa jambe redevient comme avant.
La Vie de saint Kinède s'achève sur cet épisode. Jean de Tynemouth ajoute toutefois que le saint meurt aux calendes d'août.

## Ses traces en Bretagne et au pays de Galles

### Lieux de culte
Le culte de saint Kinède ne s'est pas propagé au-delà de la Bretagne et du pays de Galles.
Son principal lieu de culte reste l'église St. Cenydd de Llangennith, au pays de Galles. Détruit en 986, le premier édifice était considéré comme le plus vieux de la péninsule de Gower. L'église actuelle date du XIIe siècle. En 1884, lors d'une restauration, une pierre avec des entrelacs est découverte dans le sol du chœur,. Cet artefact, appelé la « Pierre de Saint Kinède », est supposé être la tombe du saint,.  D'autres édifices religieux lui étaient consacrés au pays de Galles : une église à Caerphilly, peut-être une autre à Llandaff,, une chapelle près de Worm's Head. En Cornouailles, l'église de Lesnewth avait pour patron saint Knet ; peut-être faut-il aussi y voir saint Kinède.
En Bretagne, quelques chapelles sont également dédiées à saint Kinède, sous différents vocables :
- la chapelle saint-Quidy à Plumelin (Morbihan)[1],[9],[10]. Elle abrite une statue du saint représenté comme un ermite, pieds-nus, tenant dans une main un livre et de l'autre un bâton[2] ;
- la chapelle Saint-Quihouët à Plaintel (Côtes-d'Armor)[1],[6],[10]. L'édifice actuel, utilisé pour des manifestations culturelles, a été reconstruit au XIXe siècle sur l'emplacement de l'ancienne chapelle du manoir[11]. Celui-ci portait également le nom de Saint-Quihouët, tout comme une croix à proximité[2] ;
- la chapelle Saint-Quidi (ou Quidic) à Saint-Caradec (Côtes-d'Armor)[6],[12]. L'édifice du XVIIe siècle garde des vestiges du siècle précédent. Il abritait une statue du XVIIe siècle, classée monument historique, qui représentait le saint comme un abbé, tenant dans une main un livre et de l'autre un bâton[2],[13]. L'objet en bois polychrome a été volé et est déclaré disparu depuis 2001[12].
- une chapelle à Loudéac (Côtes-d'Armor)[1], peut-être disparue[Note 3] ;
- la chapelle Saint-Quidic à Scaër (Finistère), aujourd'hui disparue[1].

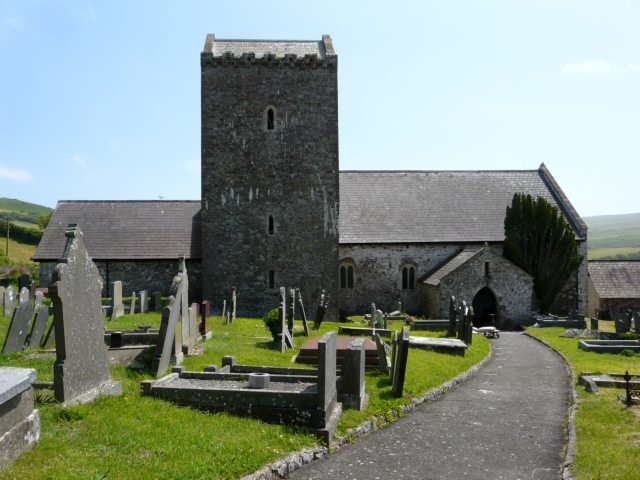
Église St Cenydd de Llangennith.
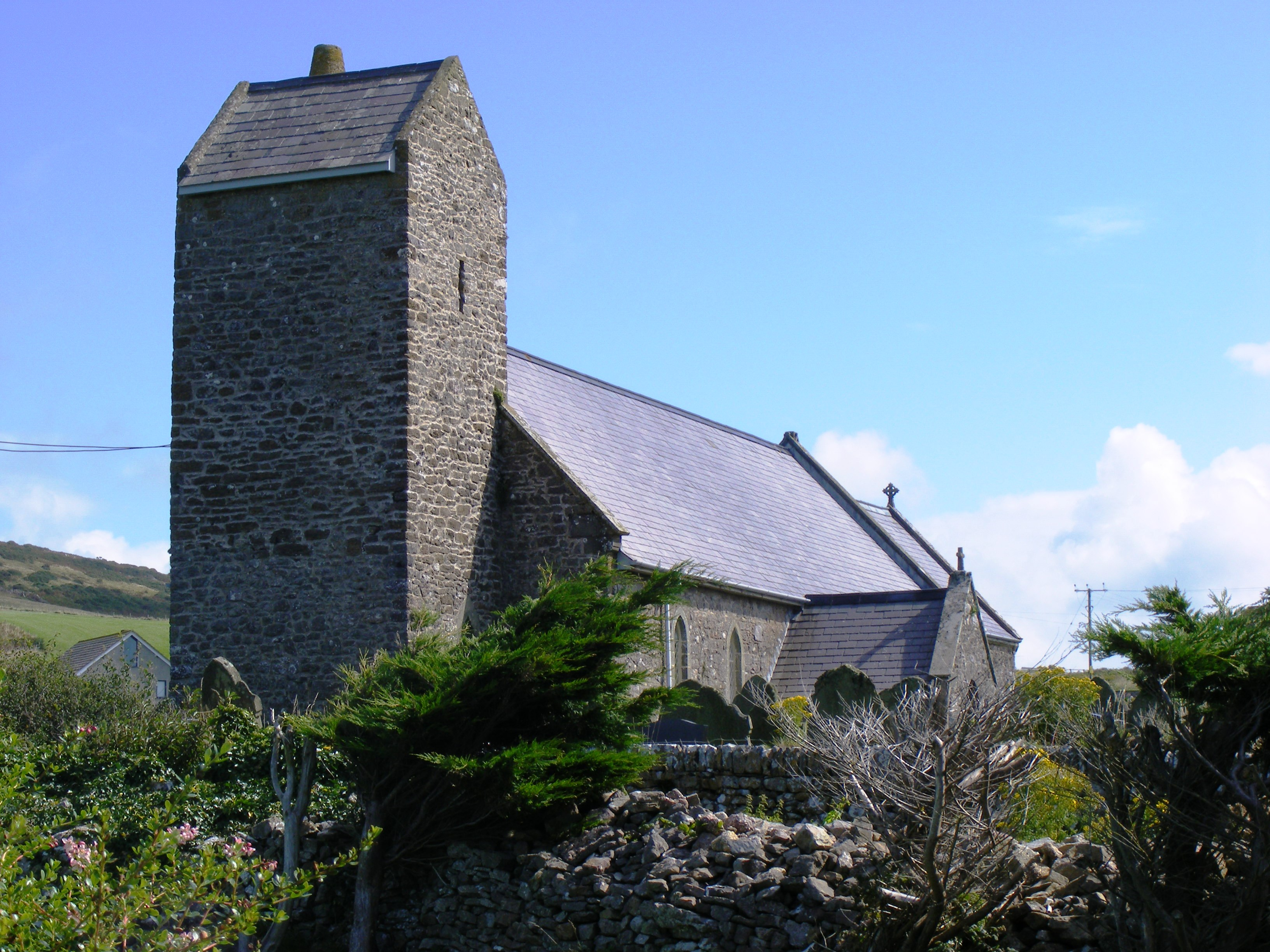
Église St Mary de Rhossili, près de Worm's Head, anciennement dédiée à saint Kinède.

### Toponymie
Saint Kinède aurait donné son nom à une commune de chaque côté de la Manche : Languidic et Llangennith (en). Dans les deux cas, il s'agit de la même explication étymologique, « le territoire, l'ermitage de saint Kinède ».
En Bretagne, de nombreux lieux-dits et hameaux auraient un lien avec saint Kinède. Dans le Morbihan, on trouve ainsi Loquidy à Locmariaquer, Saint-Quidic à Plouay, Lesquidic à Sérent ; dans le Finistère, Le Guidic à Mellac ; dans les Côtes-d'Armor, Saint-Quidic à Saint-Caradec. À Nantes, le lycée Saint-Joseph-du-Loquidy est construit sur un ancien fief d'une seigneurie du même nom.